# Готьє (співак)
Ваутер «Воллі» Де Баккер (нар. 21 травня 1980), також відомий професійно під своїм сценічним псевдонімом Готьє — бельгійсько-австралійський мультиінструменталіст, співак, автор пісень. Ім'я 'Gotye' виведено від 'Gauthier', французького відповідника 'Wouter'. Його голос часом порівнюють із Стінгом і Пітером Гебріелом.
Готьє випустив три студійні альбоми самостійно і один альбом з реміксами на треки з його перших двох альбомів. Входить до Мельбурнського інді-поп тріо The Basics, що випустило три студійні альбоми (окрім позаальбомної діяльності) з 2002 року. 2011 року сингл Готьє «Somebody That I Used to Know» вийшов на позицію # 1 на Billboard Hot 100, зробивши його п'ятим австралійським виконавцем, що досяг такого результату і другим бельгійським (після Soeur Sourire в 1963 році). Готьє виграв п'ять нагород ARIA й отримав номінацію на MTV EMA . Він описує себе як «скоріше лудильника, ніж музиканта».

## Біографія

### Раннє життя
Народився в 1980 році в Брюгге (Бельгія), звідки з сім'єю переїхав до Австралії у віці 2-х років. Спочатку вони жили в Сіднеї, перш ніж опинитися в Мельбурні. Коли малий пішов до школи, батьки вирішили використовувати англійський варіант його імені, Волтер.
Ще юнаком Де Баккер виявив інтерес до музики, вивчав різні інструменти, перш за все фортепіано та барабани. Підлітком він з трьома шкільними друзями сформував групу Downstares; до них належав Лукас Таранто, що досі виступає з Готьє на концертах. Після завершення середньої школи, члени Downstares розійшлися.
2001 року батьки переїхали до нового будинку, покинувши старе родинне гніздо у Монморансі (Мельбурн), де він зміг продовжити свої музичні починання. Після приїзду двох знайомих будинок дістав назву «Будинок Братства»; тут регулярно хтось зупинявся і розважався. Готьє з'явився на світ тоді, коли Де Баккер дістав у подарунок велику колекцію старих записів. Літній сусід, що чув репетиції Downstares впродовж багатьох років, віддав колекцію платівок своєї померлої дружини Де Баккерові.

### 2001-04:Boardface
У 2001 році Де Баккер записав свої перші треки, здебільшого використовуючи семпли. Він уклав 4-трековий CD до якого входила, зокрема, «Out Here in the Cold». Він зробив близько 50 копій цієї першої колекції, переписав від руки список треків і власноруч намалював олівцем обкладинку. Вибравши написання свого псевдоніма, він назвався Готьє. Розіславши запис у чимало радіостанцій, співак став чекати відгуків. Від мельбурнської преси і радіостанції Triple J вони надійшли у схвальному тоні, що дало Де Баккеру-Готьє певність для подальших записів.
Близько цього часу він зустрів колегу Кріса Шредера, і вони почали виступати разом під назвою The Basics. Створення тривкого композиторського і виконавського союзу дало Де Баккеру вихід у його прагненні живого виконання. The Basic виступали і записувались поруч із Ґотьє, випустивши чотири альбоми в період між 2004 і 2010 роками.
Де Баккер далі готував іще дві 4-трекові колекції Готьє, що дістали позитивні відгуки; декілька треків прозвучали на Triple J. Компакт-диски були зроблені в тому ж стилі, що й раніше. Де Баккер падковито виготовляв кожен і наполегливо шукав можливості для здобуття авдиторії. Інтерес до проєкту «Готьє» зростав, і Де Баккеру зрештою запропонували контракт на розповсюдження альбому, який по суті був набором треків з трьох попередніх релізів. Цей альбом вийшов як Boardface наприкінці 2003 року.

### 2006-09:Like Drawing Blood

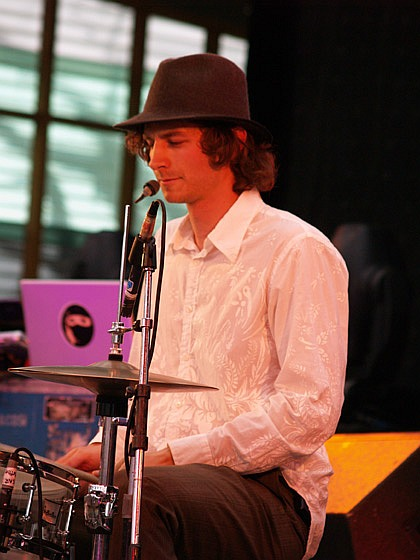

У 2004 році батьки Де Баккера вирішили продати Будинок Братства, і він переїхав до спільного дому на південний схід від Мельбурна. Він діставши роботу у місцевій бібліотеці, він продовжив одночасно виступати з The Basics і записувати власні треки як Готьє. Впродовж наступних років, Де Баккер здійснив ще декілька переїздів, щоразу переміщуючи домашню студію у середовище з новими звуковими якостями. Кульмінацією цього став другий альбом Готьє, Like Drawing Blood назва якого відображала важкі умови роботи над альбомом. Це знаменувало початок його роботи з Денні Роджерсом — менеджером австралійського інді гурту The Temper Trap.
Like Drawing Blood звучав на Triple J у травні 2006 і був визнаний № 1 у слухацькому опитуванні Best Album of 2006. Альбом також був номінований на J Award . Два треки з нього, «Learnalilgivinanlovin» і «Hearts a Mess», зайняли позиції № 94 та № 8 відповідно в Triple J's Hottest 100 for 2006. Like Drawing Blood набув статусу платинового в Австралії після продажу понад 70 000 екземплярів. Перший синґл «Learnalilgivinanlovin» вийшов в серпні 2006 року.
У вересні 2006 року Готьє номіновано на премію ARIA за найкращий незалежний реліз альбомом Like Drawing Blood. 2006 року Ґотьє виграв титул «найвидатнішого нового незалежного виконавця» на Australian Independent Record (AIR) Chart Awards і Like Drawing Blood був у числі дев'яти фіналістів у 2006 Australian Music Prize
У 2007 році Де Баккер здобув ARIA як найкращий чоловічий виконавець. Like Drawing Blood знову увійшов у список ARIA альбомів за № 36, перевершивши попередній піковий № 39. Крім того, Mixed Blood дебютував у ARIA за # 44. Обидві ці записи з'явилися впродовж перших тижнів після ARIA Awards. У 2009 Hearts a Mess стала № 77 в Triple J's Hottest 100 of All Time за голосуванням австралійських слухачів. Перший європейський успіх прийшов до Готьє в 2008 році, коли «Learnalilgivinanlovin» і «Hearts a Mess», вийшли в Бельгії, передуючи синґлу «Coming back». «Learnalilgivinanlovin» також транслювався на нілерландському радіо. У 2011, Like Drawing Blood увійшов за № 11 в Triple J's Hottest 100 Australian Albums of All Time. Напередодні виходу третього альбому Готьє, Like Drawing Blood знову увійшов в ARIA в середині 2011 року, досягнувши рекордного положення 13.

### 2010-сьогодні:Making Mirrorsі міжнародний успіх
Після Like Drawing Blood, Де Баккеру вдалося знайти постійне житло в південно-східній частині Мельбурна. 2010 року Де Баккер створив студію звукозапису в сараї на фермі батьків і розпочав запис треків для третього альбому. Він випустив новий сингл «Eyes Wide Open» в середині жовтня 2010 року, через Інтернет і на 10-дюймовому вінілі. «Eyes Wide Open» отримав безліч позитивних відгуків і досяг 25-го місця у Triple J Hottest 100 за 2010 рік. «Eyes Wide Open» також номіновано на APRA Music Awards за 2011 в категорії Пісня року.
Наприкінці березня 2011 Де Баккер оприлюднив назву наступного альбому — Making Mirrors. Готьє на таку назву надихнув малюнок батька митця. Де Баккер знайшов його серед старих рахунків та газет у сараї, пізніше малюнок було відредаговано в Photoshop і перетворено на обкладинку альбому. «Дзеркало символізує мистецтво, та й усе це дуже пов'язано з саморефлексією та самоаналізом в альбомі». Де Бекер також зазначив, що альбом вийде в червні або липні 2011 року, йому передуватиме синґл. Де Баккер також сповістив, що альбом буде схожий на свого попередника в питаннях різноманітності. У кінці квітня 2011 року, Готьє запрошено на щорічній Groovin' the Moo Music Festival поруч з іншими австралійськими артистами, як-то Birds of Tokyo, Washington, Art vs Science і Architecture in Helsinki
19 травня 2011 стало відомо, що альбом вийшде 19 серпня. Де Баккер випустив ще пост-синґл до «Eyes Wide Open» під назвою «Somebody That I Used to Know» з новозеландською співачкою Кімброю, який вийшов 6 липня 2011, він дебютував за # 27 у ARIA Top 50 Singles Chart. Трек також популяризували Ештон Кутчер і Лілі Аллен через Twitter. Синґл досяг статусу 8 × Platinum (560 000 проданих одиниць), а також # 1 Australian ARIA Singles Chart, New Zealand Singles Chart, Belgian Singles Chart, Dutch Megacharts, German Media Control Chart і Official UK Top 40.
21 липня 2011, було оголошено, що Готьє виступатиме на 16-му фестивалі Homebake 3 грудня 2011 у Sydney's Domain. У перший тиждень після випуску Making Mirrors вже був на # 1 у австралійських ARIA, що зробило Готьє першим австралійським виконавцем, що одночасно утримував # 1 серед синґлів і альбомів після Silverchair в 2007 році. Пісня стала міжнародним успіхом, досягши Топ-20 більш ніж в 10 країнах і досягши # 1 в шістьох країнах.
Готьє номіновано на Highest Selling Single, Single of the Year, Best Pop Release, Best Male Artist і три нагороди в мистецькі категорії ARIA: Best Video (Natasha Pincus), Engineer of the Year (Francois Tetaz) і Producer of the Year (Wouter De Backer). У мистецькій категорії Готьє і персонал альбому виграли всі три. 27 листопада 2011, Готьє виграв три нагороди ARIA. Кімбра, що співпрацювала з Готьє у Somebody That I Used to Know отримала ARIA-нагороду Best Female Artist.
На 1 лютого 2012 року, Готьє здійснив американський дебют на телебаченні у Jimmy Kimmel Live! з піснями «Eyes Wide Open», «Somebody That I Used to Know» з Кімброю, і «State of The Art». 12 лютого 2012 синґл «State of The Art» досяг # 1 в чарті синґлів Великої Британії. Наступного тижня він втратив першість, але 26 лютого повернувся і залишався першим в цілому п'ять тижнів. Готьє виконав цей синґл на Saturday Night Live 14 квітня 2012 року разом з «Eyes Wide Open». Після цього синґл здобув # 1 в Billboard Hot 100 на тиждень перед 28 квітня 2012 року, даючи Готьє його перший американський # 1 синґл; він перший після Savage Garden (в 2000 році) австралієць, що цього досяг. У квітні 2012 року «Somebody That I Used to Know» побив 47-річний рекорд в Нідерландах, ставши найуспішнішою піснею в історії нідерландських чартів.

## Дискографія
- Boardface (2003)
- Like Drawing Blood (2006)
- Making Mirrors (2011)